# Ouffet

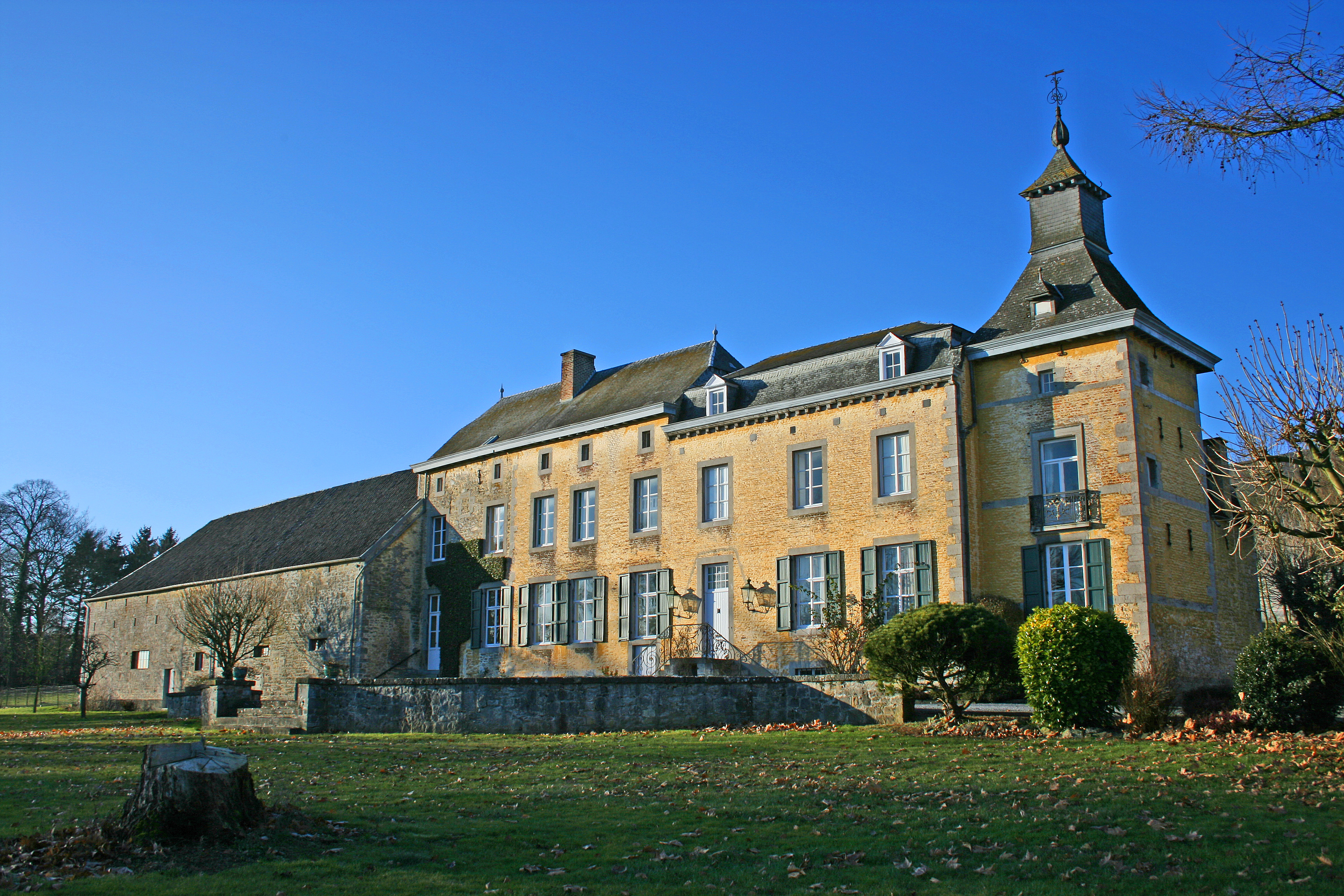
Castell d'Ouffet

Ouffet és un municipi de Bèlgica a la província de Lieja, que forma part de la regió valona. És regat pel Neblon, que forma el límit amb Durbuy i la província de Luxemburg. A l'inici de 2008 tenia uns 2613 habitants.

## Història
El primer esment del municipi d'Ouffet datat de 1096. Fins al 1794 era una possessió del capítol de la catedral de Sant Lambert al principat de Lieja. Lizin era una senyoria que pertanyia a una família noble, Ellemelle pertanyia al capítol de la col·legiata de Santa Creu de Lieja. El 1794, França va annexar el territori que després passà al Regne Unit dels Països Baixos (1815) i per fi a Bèlgica (1830). Les fronteres actuals del municipi van fixar-se el 1977.

## Geografia i economia

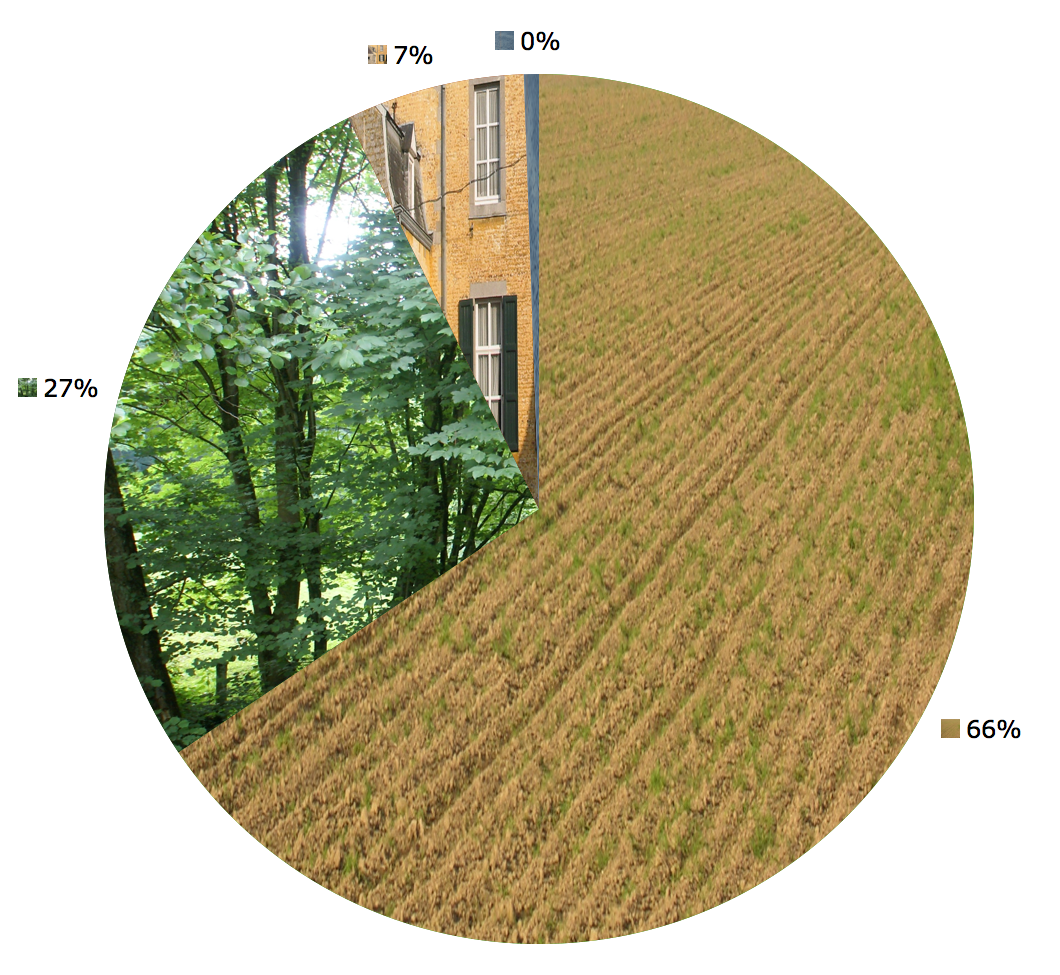
Utilització del terra
66% agricultura, 27% bosc, 7% construït

Ouffet és un municipi rural, típic de la comarca del Condroz, del qual 66% de la superfície són terres de conreu i de pastures, 27% de bosc i 7% de construïdes. L'activitat principal del municipi és l'agricultura i l'explotació dels boscs. Hi ha unes pedreres i es va crear un polígon per a indústries artesanals d'unes 14 hectàrees. Malgrat un potencial de turisme natural, les infraestructures (hotels, restaurants, bars) són poques i disperses.

## Entitats i nuclis
- Ouffet i el lloc dit Lizin
- Ellemelle
- Warzée.

## Monuments i curiositats[3]
- La torre de justícia de 1593 damunt un edifici més antic del 1124. Era la seu de la Cort Superior de Justícia del príncep-bisbe de Lieja
- El mas Scheen, mas quadri-lateral del segle XVIII
- El mas Baye, mas quadri-lateral del segle XVIII
- L'església de Sant Medard de 1775
- El castell i la masia castral d'Ouffet
- La masia castral d'Himbe
- Le grand chêne, un arbre remarcable pluricentenari
- Les masies de La maison forte, Mullens, Collin

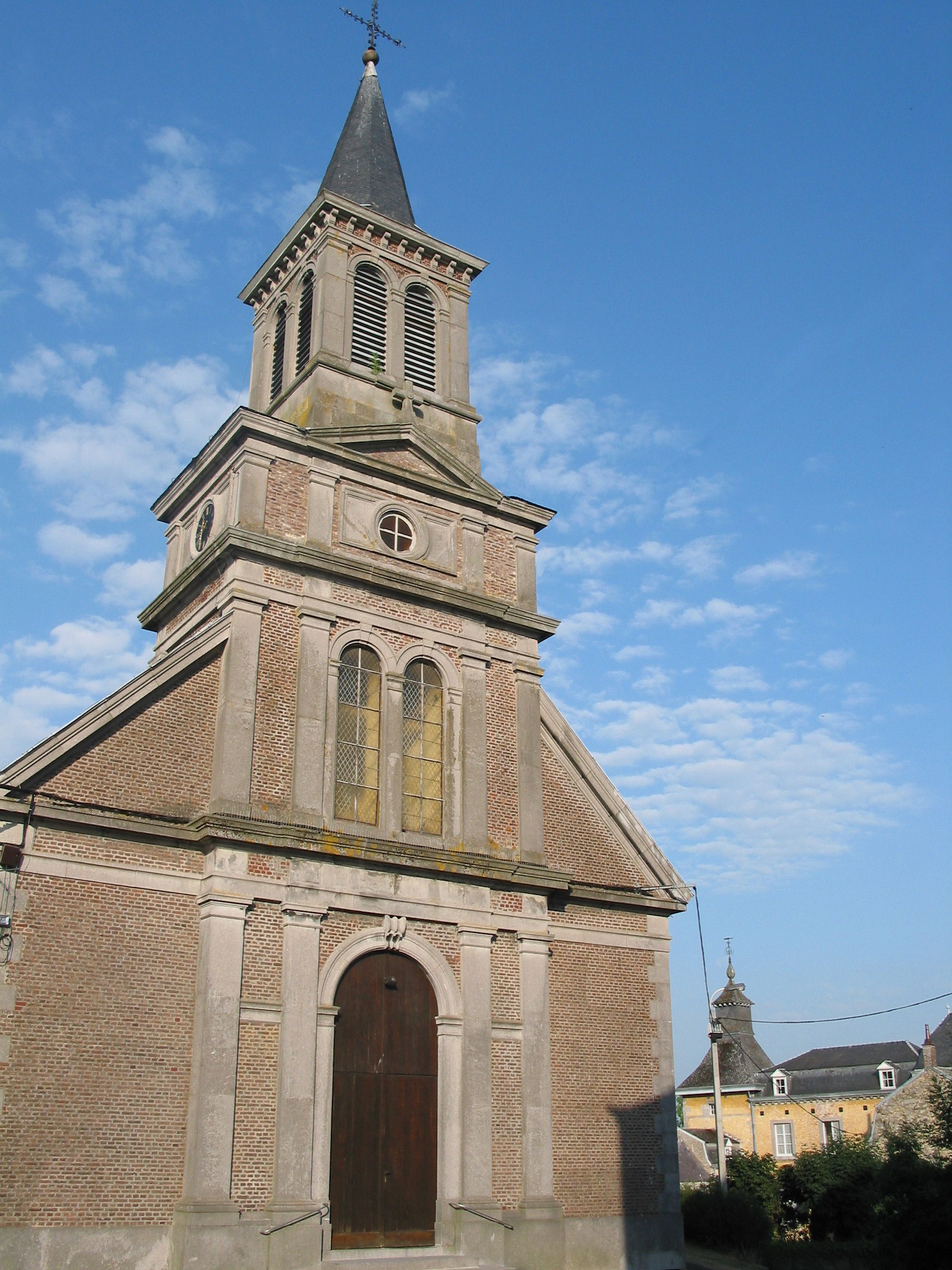
Església de Sant Medard
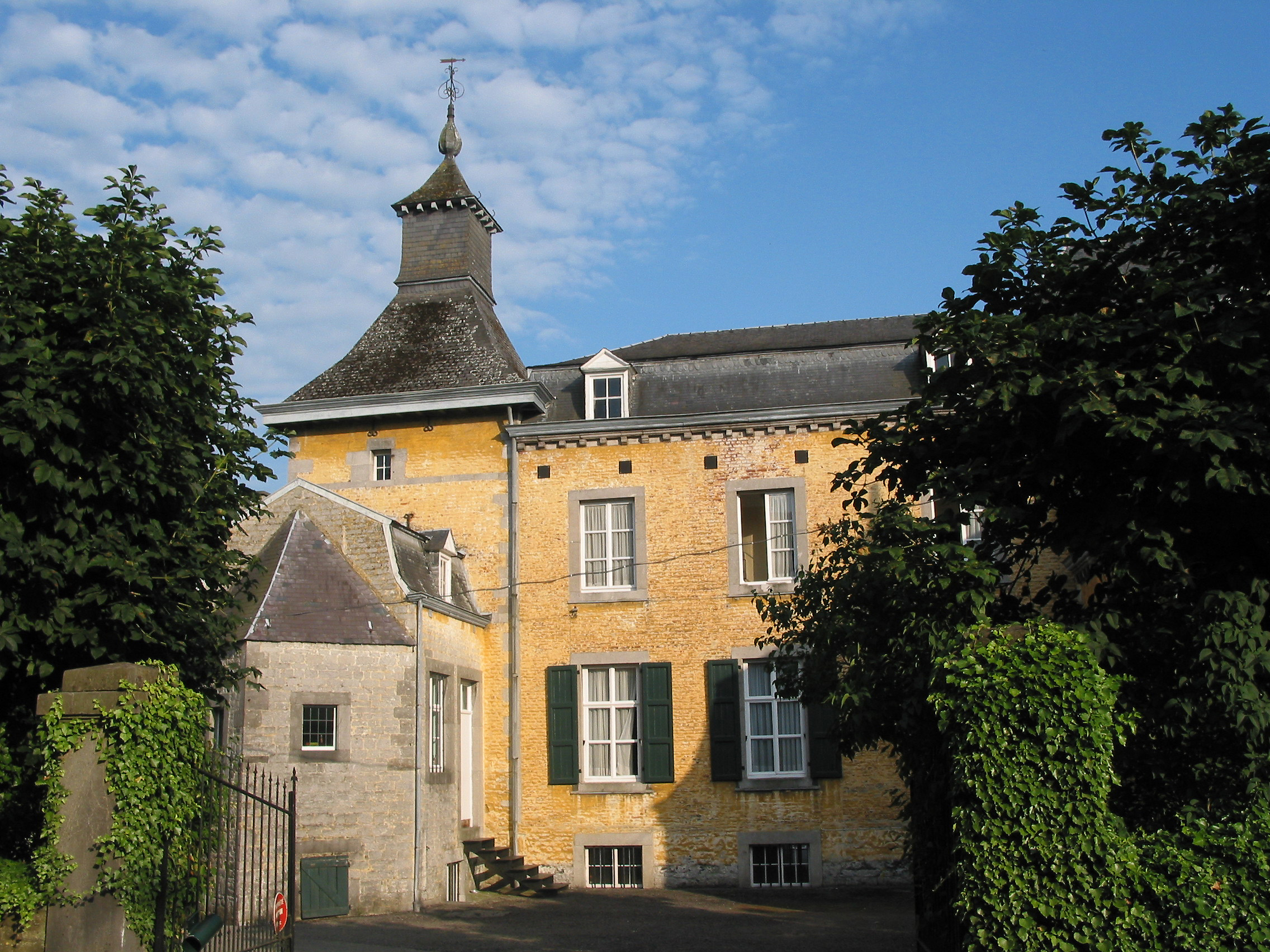
Castell d'Ouffet (detall)

1. ↑  Chiffres clés pour la commune de Ouffet, Brussel·les, Statbel, 2006
2. ↑  Ouffet, Programme communal de developpement rural, Groupement regional économique des vallées de l'Ourthe et de l'Ambleve[Enllaç no actiu], 2009, pàgina 4
3. ↑  «Parcours découverte d'Ouffet et de ses environs». Arxivat de l'original el 2010-01-30. [Consulta: 18 juliol 2009].